# 卡穆
卡穆（法語：Camous）是法国上比利牛斯省的一个市镇，属于巴涅尔德比戈尔区。该市镇总面积3.29平方公里，2009年时的人口为27人。

## 人口
卡穆人口变化图示